# منچن
منچن (به لاتین: Męczyn) یک روستا در لهستان است که در گمینا موکوبوده واقع شده‌است.